# Morkinskinna

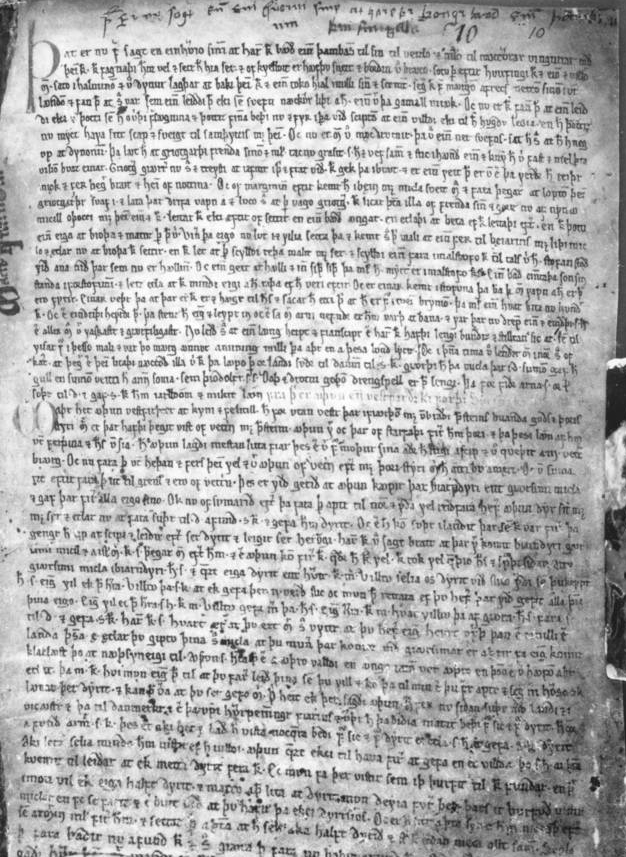
Página del manuscrito Morkinskinna

Morkinskinna es una saga real escrita en nórdico antiguo, que relata la historia de los reyes noruegos desde aproximadamente 1025 hasta 1157. La saga se escribió en Islandia hacia 1220, y se ha conservado en un manuscrito fechado alrededor de 1275.
Morkinskinna significa «pergamino podrido», y es el nombre original del libro manuscrito donde la saga se ha preservado. El libro se encuentra actualmente en la Biblioteca Real Danesa en Copenhague, Dinamarca.
La saga se publicó en inglés en el año 2000 en una traducción de Theodore M. Andersson y Kari Ellen Gade.

## Contenido
La saga se inicia a partir de 1025 o 1026 y en su forma original finaliza hacia 1157, con la muerte de Sigurd II de Noruega. En su origen, la obra pudo ser más extensa, posiblemente continuando hasta 1177, cuando las narrativas de Fagrskinna y Heimskringla usaron Morkinskinna como una de sus fuentes y finalizan en el mismo periodo. Al margen de dar contenido al contexto principal, el texto está espléndidamente redactado con citas de versos escáldicos (sobre 270 estrofas) e incluye un número de relatos cortos conocidos como þáttr. Los siguientes capítulos de Morkinskinna están cronológicamente subdivididos por los reinados de los reyes de Noruega: 

### Magnus I (r. 1035-1047)
1. Se inicia la saga de Magnus I de Noruega y Harald III de Noruega [su tío]
2. Sobre Sveinn Hákonarson
3. Sobre los banquetes del rey Magnus
4. Sobre el rey Magnus
5. Sobre la declaración de guerra contra Magnus y Duke
6. El rey Magnus en Jutlandia
7. Estancia de Magnus en Jutlandia
8. Cómo el rey Haraldr navegó a Escania
9. Sobre los viajes de Haraldr
10. Sobre Norðbrikt [= viajes de Haraldr]
11. Referente a la declaración de guerra
12. Sobre las incursiones de Norðbrikt y jarl Gyrgir
13. Viaje de Haraldr a Jerusalén
14. Referente a la reunión del rey Magnus con Haraldr
15. La calumnia de Þorkel dyrðill
16. Sobre el rey Magnus
17. Cómo el rey Magnus concedió un jarl a Ormr
18. Sobre la disputa de los reyes
19. Sobre los reyes
20. Sobre Þorsteinn Hallsson
21. Sobre los reyes
22. Los buenos consejos del rey Haraldr
23. Referente al rey Magnus y Margét
24. Hreiðars þáttr ["El relato de Hreiðarr"]
25. Cómo los reyes se acosaron y cómo la madre del rey salvó la vida a un cautivo
26. La muerte del rey Magnus [1047]
27. El "thing" de Harald
28. El viaje final (funeral) del rey Magnus

### Haraldr III (r. 1047-1066)
29. El "thing" de Harald
30. Halldórs þáttr Snorrasonar
31. Sobre la campaña del rey Haraldr en Dinamarca
32. Referente al rey Haraldr
33. Sobre el desacuerdo entre el rey y Einarr Þambarskelfir
34. Referente a un islandés
35. Sobre los sabios consejos del rey Haraldr
36. Cómo Auðunn de los fiordos occidentales llevó un oso a Svend II de Dinamarca, [Auðunar þáttr vestfirska]
37. Sobre el rey Haraldr y los Upplanders
38. Sobre el rey Haraldr y Brandr hinn örvi (el de la mano abierta o el Generoso)
39. Referente al rey Haraldr
40. Sobre la cita de historias de un islandés [Íslendings þáttr sögufróða]
41. Sobre el regalo de Þorvarðr al rey Haraldr
42. Sobre el rey Haraldr y Haakon el jarl
43. Sneglu-Halla þáttr.
44. [el rey encuentra a un hombre en un bote]
45. [Sobre el rey Haraldr y un amigo querido de Tryggvi Óláfsson]
46. [Sobre Gissur Ísleifsson]
47. Sobre Stúfur hinn blindi
48. Sobre Oddr Ófeigsson
49. Cómo fue que el rey Haraldr viajó hacia el oeste
50. La traición contra el rey Haraldr
51. El regreso de Olaf III a Noruega
52. La muerte del rey Harold Godwinson [1066]

### Óláfr III (r. 1067-1093)
53. La saga del rey Óláfr kyrri "el Tranquilo"
54. Sobre el rey Óláfr y el Kráku-karl (Hombre cuervo)

### Magnús III (r. 1093-1103)
55. La saga del rey Magnus III de Noruega
56. Sobre el rey Magnus y Sveinki Steinarsson
57. Sobre el acoso al rey Magnus
58. Sobre el rey Magnus
59. Referente a la muerte del rey Magnus

### Sigurðr I, Óláfr y Eysteinn I (r. 1103-1130)
60. Sobre los inicios del gobierno de los hijos de Magnus
61. Las aventuras del rey Sigurd I de Noruega
62. Sobre los regalos del emperador Kirjalax (Alejo I Comneno)
63. Sobre el festín del rey Sigurðr
64. Sobre el rey Øystein I de Noruega
65. Sobre el rey Øystein e Ívarr
66. Sobre las genealogías reales
67. Sobre el sueño del rey Sigurðr
68. Los acuerdos del rey Øystein e Ingimarr con Ásu-Þorðr
69. La muerte de Olaf Magnusson de Noruega [1115]
70. Una mención a los acuerdos legales entre el rey Sigurðr y el rey Øystein (Þinga saga)
71. La competición de los reyes
72. Sobre Þórarinn stuttfeldr
73. Sobre la muerte del rey Øystein [1123]
74. Sobre el rey Sigurðr y Óttarr
75. Sobre el rey Sigurðr y Erlendr
76. Sobre Harald IV de Noruega
77. Sobre el rey Sigurðr y Áslák hani
78. Sobre el rey Sigurðr
79. Referente a la apuesta entre Magnus y Haraldr
80. Sobre el rey Sigurðr y el obispo Magni
81. La muerte del rey Sigurðr [1130]

### Haraldr IV (r. 1130-6) y Magnús IV (r. 1130-5, 1137-9)
82. Sobre Harald IV de Noruega y Magnus IV de Noruega
83. Los obsequios del rey Haraldr al obispo Magnus
84. La historia de Sigurðr slembidjákn
85. Sobre Sigurðr slembir
86. La matanza del rey Haraldr [de Sigurðr slembidjákn en 1136]
87. Sobre el rey Sigurðr slembir

### Sigurd II de Noruega(r. 1136-1155)
88. Sobre los hijos del rey Haraldr
89. Sobre Sigurðr
90. Sobre el rey Sigurðr slembir
91. La carta del rey Inge
92. Sobre Sigurðr slembir
93. Sobre el rey Sigurðr slembir
94. La muerte de Ottar Birthing
95. [Øystein]
96. Sobre el rey Sigurðr
97. Sobre el rey Øystein
98. La muerte de Geirstein
99. [sin título]
100. Referente a la muerte del rey [1155]